# RIM-162 Evolved Sea Sparrow
RIM-162 Evolved Sea Sparrow Missile (ESSM) – pocisk rakietowy krótkiego zasięgu służący obronie bezpośredniej nawodnych jednostek pływających. System zapewnia obronę przeciwko rakietowym pociskom przeciwokrętowym, w tym zwłaszcza pociskom manewrującym (Antiship Cruise Missiles – ASCM), a także wzmacnia system obrony przeciwlotniczej okrętu. Pocisk klasy woda-powietrze.

## Geneza
Początki koncepcji systemu sięgają roku 1982, gdy Raytheon oraz Hughes Missile pracowały
nad koncepcją następcy RIM-7 Sea Sparrow. W 1995 roku firma Hughes została ogłoszona zwycięzcą rywalizacji o kontrakt w programie ESSM i wraz z Raytheonem stworzyła zespół którego zadaniem miał być rozwój nowego systemu. Po przejęciu przez Raytheona komponentu rakietowego koncernu Hughes, Raytheon został podmiotem prowadzącym w programie ESSM.

## Pocisk
Pocisk systemu RIM-162 bazuje na wersji RIM-7P, jest jednakże całkowicie nowym pociskiem w niemalże wszelkich aspektach. Wyposażony w prowadnice zamiast skrzydeł i płetw ogonowych oraz w system zmiennego wektorowania ciągu, co umożliwia mu manewrowanie z przeciążeniami 50G na pełnym dystansie. ESSM posiada także całkowicie nowy silnik startowy o większej średnicy (24,4 cm) napędzany stałym paliwem, nowego autopilota oraz nową głowicę odłamkową. Efektywny zasięg jest znacząco większy niż w systemie RIM-7P, co czyni z niego niemalże pocisk krótkiego-średniego zasięgu.
Testy systemu w locie rozpoczęły się we wrześniu 1998 roku, obejmowały przechwytywanie celów powietrznych i rakietowych. OPEVAL (Operation Evaluation) został z sukcesem zakończony we wrześniu 2003 roku, zaś w styczniu 2004 rozpoczęto produkcję. Pierwsze egzemplarze trafiły na pokłady okrętów US Navy w lutym tego samego roku.
W aktualnej produkcji lub planach są cztery wersje systemu:
- RIM-162A przeznaczona dla startu z wyrzutni Mk 41 VLS okrętów wyposażonych w system AEGIS, z czterema pociskami na jedną celę wyrzutni;
- RIM-162B do użytku na okrętach z wyrzutnią Mk 41 VLS bez systemu AEGIS, nie wyposażona w łączność w zakresie fal S (Aegis S-band uplink);
- RIM-162C – pochodna RIM-162B dla okrętów z wyrzutniami Mk 48 VLS;
- RIM-162D – pochodna RIM-162B dla okrętów z wyrzutniami MK 29 box-launcher.

## Specyfikacja
| Długość  | 3,66 m                       |
| Średnica | 0,254 m                      |
| Waga     | 280 kg                       |
| Prędkość | 4+ Ma                        |
| Zasięg   | 50+ km (27+ Mm)              |
| Napęd    | MK 143 MOD 0 na paliwo stałe |
| Głowica  | 39 kg, odłamkowa             |

## Użytkownicy
Członkowie konsorcjum ESSM:
- Australia
- Belgia
- Kanada
- Dania
- Niemcy
- Grecja
- Holandia
- Norwegia
- Portugalia
- Hiszpania
- Turcja
- Stany Zjednoczone